# WURD
WURD — американская средневолновая радиостанция разговорного жанра, расположенная в городе Филадельфия (штат Пенсильвания) и вещающая на частоте 900 кГц в AM-диапазоне. Владельцем является компания LEVAS Communications. Вещает также на частоте 96,1 МГц в FM-диапазоне благодаря FM-ретранслятору W241CH.

## История
Радиостанция начала своё вещание в 1958 году под названием WFLN, осуществляя в дневное время одновременное вещание и классической радиостанции WFLN-FM в AM-диапазоне.
В начале 1980-х годов радиостанцию продали ветерану радиоэфира Филадельфии Фрэнку Форду, который сменил её название и позывной на WDVT, переведя радиостанцию в статус разговорных радиостанций. Раз в неделю на WDVT выходили ток-шоу, ведущими которых были Питер Тилден (англ. Peter Tilden), колумнист журнала Philadelphia Magazine Кэрол Салайн (англ. Carol Saline), бывший колумнист газеты Philadelphia Bulletin Ди Ай Странк (англ. D. I. Strunk) и собственно Форд. В эфире обсуждались любые темы.
Через несколько лет радиостанция из-за низких рейтингов прекратила вещание, а её лицензию Форд продал владельцам WFLN, которые перепродали её компании Willis Broadcasting из штата Виргиния, занимавшейся вещанием на религиозную тематику. Радиостанция была переименована в WURD.
В 1996 году испаноязычный вещатель Альфредо Алонсо выкупил станцию за 1,5 млн долларов и преобразовал в испаноязычную радиостанцию Mega 900 с позывным WEMG. В том же году он основал компанию Mega Broadcasting, а радиостанция стала первой приобретённой им. Частота вещания сменилась на 1310 кГц, а частота 900 кГц была продана в 2002 году за 8,5 млн долларов.
Новый владелец радиостанции Уолтер П. Ломакс-младший вернул позывной WURD. Некоторое время в эфире радиостанции звучала музыка разных жанров и выходили новости CNN Headline News, пока не был возвращён формат разговорного радио.
7 июля 2024 года с радиостанции WURD уволилась ведущая Андреа Лоуфул-Сандерс (англ. Andrea Lawful-Sanders), которая взяла интервью у президента США Джо Байдена после президентских дебатов между Байденом и Дональдом Трампом. Поводом для увольнения стал тот факт, что интервью не было согласовано с руководством радиостанции, к тому же все вопросы для интервью были отобраны только после одобрения со стороны команды Байдена.

## Ретрансляторы
| Позывной | Частота | Город вещания             | ЭМИ, Вт                   | Класс | Профиль FCC |
| -------- | ------- | ------------------------- | ------------------------- | ----- | ----------- |
| W241CH   | 96.1 FM | Филадельфия, Пенсильвания | 1000 (днём) / 105 (ночью) | D     | Профиль     |